# Morten Skoubo
Morten Skoubo est un footballeur danois né le 30 juin 1980 à Holstebro. Il évolue actuellement à Roda JC, au poste d'attaquant.

## Biographie
Formé au FC Midtjylland, il quitte le club en 2002 pour le Borussia Mönchengladbach, après une saison très prolifique (19 buts en 27 matchs). Il effectue une bonne première saison en Allemagne, mais ne joue quasiment plus l'année suivante. Il est alors prêté à West Bromwich Albion, où il ne réussira jamais à s'imposer.
Transféré à l'été 2004 au Brøndby IF, il s'y imposera comme titulaire et formera un duo de choc avec le suédois Johan Elmander.
Il signe en janvier 2006 à la Real Sociedad et il y effectue une excellente demi-saison (5 buts en 18 matchs) avec notamment une ouverture du score après seulement 11 secondes de jeu, face au Valence CF. L'année suivante il joue très peu et ne peut empêcher la relégation du club basque en Segunda División.
Très peu utilisé la saison suivante, il s'engage en août 2008 avec le FC Utrecht, où il éprouve beaucoup de difficultés à s'imposer. Il est transféré la saison suivante à Roda JC.

## Carrière
- 1999-2002 : FC Midtjylland  Danemark
- 2002-2004 : Borussia Mönchengladbach  Allemagne
  - 2004 : → West Bromwich Albion  Angleterre
- 2004-2006 : Brøndby IF  Danemark
- 2006-2008 : Real Sociedad  Espagne
- 2008-2009 : FC Utrecht  Pays-Bas
- 2009-2011 : Roda JC  Pays-Bas
- 2011-2014 : OB Odense  Danemark
- 2014 : Delhi Dynamos FC  Inde

## Palmarès
Brøndby IF
- Championnat du Danemark
  - Champion (1) : 2005
- Coupe du Danemark
  - Vainqueur (1) : 2005